# 坂下誠
坂下 誠（さかした まこと、1964年7月30日 - ）は滋賀県出身の日本の柔道家、教員。65kg級の選手。身長170cm。

## 経歴
比叡山高校3年の時にインターハイの中量級で優勝を飾った。新人体重別では3位だった。筑波大学へ進学すると、1年の時にはプエルトリコのマヤグエスで開催された世界ジュニアでは、決勝でソ連のセルゲイ・コスミニンを破って優勝を飾った。しかし、新人体重別では決勝で東海大学の村山晴夫に敗れて2位にとどまった。2年の時には正力杯で3位だった。3年の時には講道館杯で3位に入った。4年の時には選抜体重別で3位に入った。1987年には西武百貨店筑波の所属になると、講道館杯では決勝まで進むも日体大研究生の山本洋祐に敗れて2位だった。選抜体重別では再び3位となった。実業個人選手権では71kg級に出場して優勝を飾った。引退後は講道館の指導員となった。さらには、学習院高等科の教職に付くとともに、学習院大学の柔道部師範ともなった。
現在、学習院高等科 教頭を務める。

## 主な戦績
- 1982年 -　インターハイ　中量級　優勝
- 1982年 -　新人体重別　3位
- 1983年 -　全日本ジュニア　優勝
- 1983年 -　世界ジュニア　優勝
- 1983年 -　新人体重別　2位
- 1984年 -　正力杯　3位
- 1985年 -　講道館杯 3位
- 1986年 -　選抜体重別　3位
- 1987年 -　選抜体重別　3位
- 1987年 -　講道館杯 2位
- 1987年 -　実業個人選手権　優勝(71kg級)

(出典、JudoInside.com)。